# Guiren (Tainan)
Guiren (chinesisch 歸仁區, Pinyin Guīrén Qū, Tongyong Pinyin Gueirén Cyu, W.-G. Kui1-jen2 Ch'ü1, Pe̍h-ōe-jī Kui-jîn-khu) ist ein Bezirk der regierungsunmittelbaren Stadt Tainan im Südwesten der Republik China auf Taiwan.

## Lage und Beschreibung
Guiren liegt am Südrand des Stadtgebiets von Tainan in der Jianan-Ebene, einer landwirtschaftlich intensiv genutzten Schwemmebene im Westen Taiwans. Das historische Stadtzentrum von Tainan ist etwa 13 Kilometer Luftlinie entfernt. Der Distrikt hat eine langgestreckte Form mit einer Nord-Süd-Ausdehnung von etwa 12,5 km und einer Ost-West-Ausdehnung zwischen 2,5 und 6,4 km. Im Süden bildet der Fluss Erren (二仁溪,  Èrrén Xī) ungefähr die natürliche Grenze. Die Nachbarbezirke in Tainan sind Rende im Westen, Yongkang im Norden, Guanmiao im Osten. Im Süden grenzt Guiren an das Stadtgebiet von Kaohsiung (Bezirke Alian und Luzhu).

## Geschichte
Die ersten historisch greifbaren Bewohner des Gebietes waren zu den Austronesiern zählende taiwanische Ureinwohner vom Stamm der Siraya. Chinesische Siedler aus der Küstenprovinz Fujian kamen ab der Zeit des Königreichs Tungning (1661–1683) ins Land. Unter dem Kultureinfluss der Siedler wurden immer mehr Ziegelhäuser errichtet und der Ort wurde unter der Bezeichnung Hóngwǎcuò (紅瓦厝), mit der Bedeutung „rotes Ziegelhaus“ bekannt. An einer Örtlichkeit Baoxi wurde eine Schule errichtet und der Ort erhielt mit Bezug auf diese Schule schließlich den Namen Guīrén, was sich mit „für das Gemeinwohl“ übersetzen lässt. Zur Zeit der japanischen Kolonialherrschaft in Taiwan (1895–1945) wurde im Jahr 1920 hier als Verwaltungseinheit das Dorf Guiren (歸仁庄, chin. Guīrén Zhuāng, japan. Kijin-shō) im Bezirk Xinfeng in der Präfektur Tainan eingerichtet. 1945 kam Taiwan zur Republik China und aus dem Dorf Guiren wurde die Landgemeinde Guiren (歸仁鄉,  Guīrén Xiāng) im neu geschaffenen Landkreis Tainan. Am 25. Dezember 2010 wurde der Landkreis in die Stadt Tainan eingegliedert und Guiren erhielt den Status eines Stadtbezirks (區,  Qū).

## Bevölkerung
Mit mehr als 69.000 Einwohnern (August 2024) gehört Guiren zu den bevölkerungsreicheren Stadtbezirken. Die Einwohnerzahl nimmt tendenziell langsam zu. Der Anteil der indigenen Bevölkerung liegt bei etwa 0,5 %.
| Gliederung Guirens |
|                    |

## Verwaltungsgliederung
Guiren ist in 21 Ortsteile (里,  Lǐ) gegliedert. Am 29. Januar 2018 wurden die Grenzen einiger Ortsteile Guirens zum Teil neu gezogen.
1 Wenhua (文化里)

2 Houshi (後市里)

3 Gucuo (辜厝里)

4 Xincuo (新厝里)

5 Xucuo (許厝里)

6 Kanxi (看西里)

7 Guiren (歸仁里)

8 Bajia (八甲里)

9 Nanbao (南保里)

10 Nanxing (南興里)

11 Qijia (七甲里)

12 Damiao (大廟里)

13 Xipu (西埔里)

14 Mamiao (媽廟里)

15 Guinan (歸南里)

16 Liujia (六甲里)

17 Lunding (崙頂里)

18 Kandong (看東里)

19 Shalun (沙崙里)

20 Wudong (武東里)

21 Datan (大潭里)

## Verkehr
In Guiren befindet sich im Ortsteil Wudong einer der wenigen Haltebahnhöfe der Taiwanischen Hochgeschwindigkeitsbahn (THSR) – der einzige im Stadtgebiet von Tainan. Mit der Eröffnung der Hochgeschwindigkeits-Zugverbindungen im Jahr 2007 wurde Guiren zu einem Verkehrsknotenpunkt mit mehr als einer Million Reisenden pro Jahr. Der THSR-Bahnhof ist mit der westlich von Guiren verlaufenden Taiwanischen Eisenbahn durch die Shalun-Linie verbunden. Diese weist zwei Haltebahnhöfe in Guiren auf: Chang-Jung-Universität (長榮大學車站) im Ortsteil Datan und Shalun (沙崙車站) in Wudong. Letzterer bildet den Umsteigebahnhof zur Hochgeschwindigkeitsbahn.
In Bezug auf Straßenverbindungen wird Guiren von den Nationalstraßen (Autobahnen) 1 und 3 flankiert, die westlich bzw. östlich des Bezirks in Nord-Süd-Richtung vorbeilaufen. Durch Guiren verläuft in Nord-Süd-Richtung die Provinzstraße 39. Im Wesentlichen in Ost-West-Richtung laufen die Provinzschnellstraße 86 und die Kreisstraße 182 und zum Teil die Kreisstraße 177.

## Landwirtschaft
Die Landwirtschaft spielt eine bedeutende Rolle. 
Guiren ist bekannt für den Anbau von Zimtäpfeln. Etwa 90 % der Zimtapfel-Produktion Tainans stammt aus Guiren. Das Hauptanbaugebiet liegt im Ortsteil Lunding, zum geringeren Teil auch in Kanxi und Kandong. Die Bezirksverwaltung hat in der Vergangenheit Maßnahmen zur Förderung des Anbaus und zur Qualitätssteigerung ergriffen. Andere landwirtschaftliche Produkte sind Stachelannone, Wassermelone, Erdnuss und Bambussprossen. Eine bedeutende Rolle spielt auch der Zierpflanzenbau.

## Akademische Einrichtungen

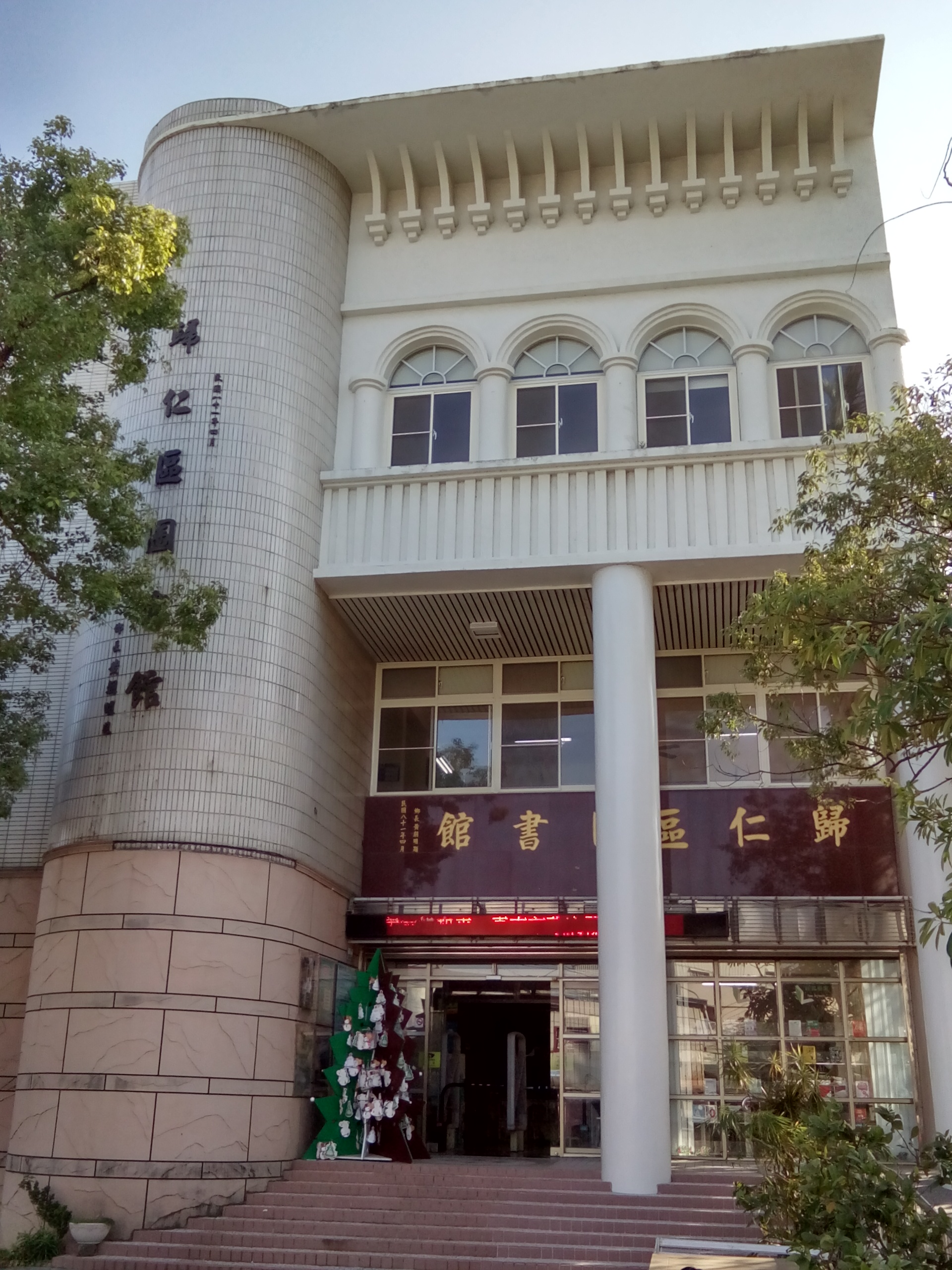
Bezirksbibliothek von Guiren

Im Ortsteil Liujia hat das Luft- und Raumfahrtlabor der Cheng-Kung-Nationaluniversität (NCKU) seinen Standort. Sichtbares Zeichen hierfür ist eine große Parabolantenne. Im Ortsteil Shalun befindet sich der Campus Tainan der Yang-Ming-Chiao-Tung-Nationaluniversität (NYCU) (ehemals Chiao-Tung-Nationaluniversität, NCTU). Im Ortsteil Datan liegen die Gebäude der 1993 eröffneten Christlichen Chang-Jung-Universität (CJCU). In Guiren befindet sich außerdem eine große Bibliothek mit einem Bestand von etwa 40.000 Büchern.

## Besonderheiten und touristische Ziele
Im Bezirk finden sich mehrere Tempel verschiedener Glaubensrichtungen (Taoismus, Konfuzianismus, Buddhismus). Mehrere Tempel weisen eine jahrhundertealte Tradition und Baugeschichte auf, so der Wudan-Shanshang-Tempel (武當山上), der Beiji-Tempel (北極殿) und der Renshou-Tempel (仁壽宮).
Das am 6. Februar 2010 eröffnete Museum Guiren bietet kleine Ausstellungen und kulturelle Veranstaltungen.

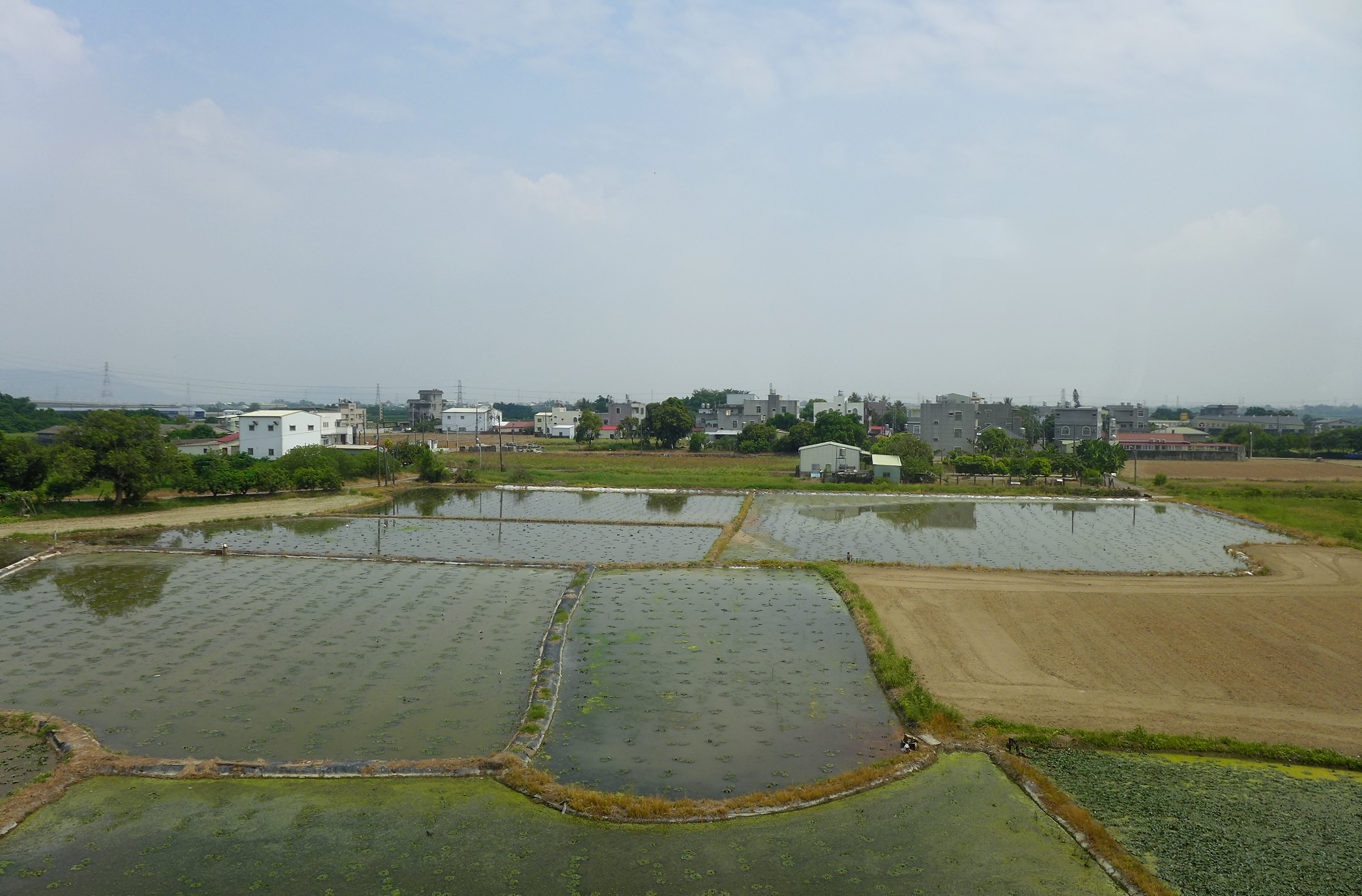
Reisfelder in Guiren
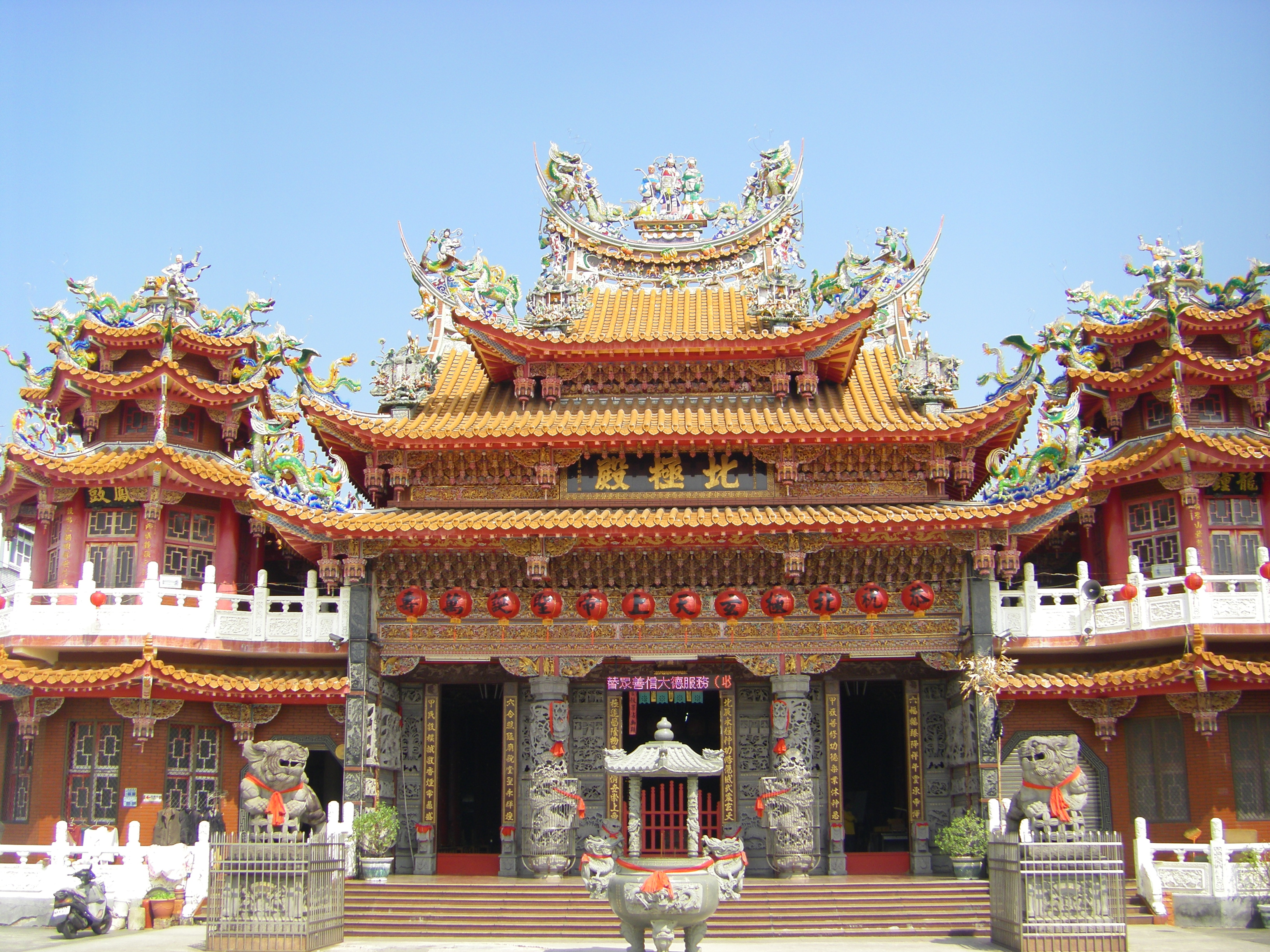
Beiji-Tempel
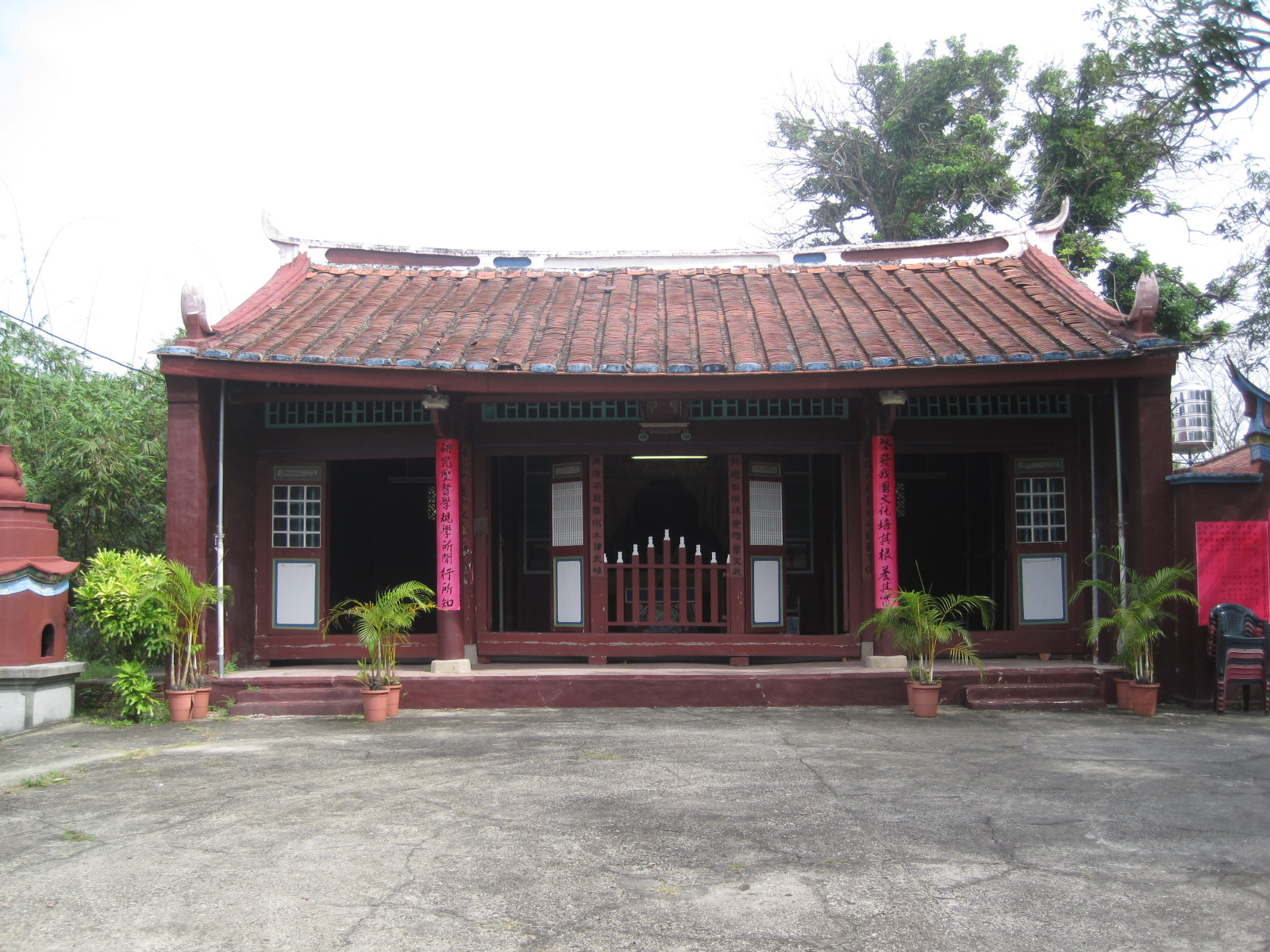
Wudan-Shanshang-Tempel